# Kingsway International Christian Centre
Kingsway International Christian Centre – chrześcijański megakościół zielonoświątkowy, założony w 1992 roku przez nigeryjskiego pastora Matthew Ashimolowo, w Londynie, w Anglii. Jest największym kościołem w Europie Zachodniej i jednym z najszybciej rozwijających się wyznań zielonoświątkowych w Wielkiej Brytanii. Obecnie kościół liczy do 12 000 osób uczęszczających do kościoła w każdą niedzielę. Większość członków kościoła pochodzi z Afryki Zachodniej.